# Esko Prague
L'Esko Praha (Esko Prague) est un réseau de transport en commun au gabarit ferroviaire desservant Prague et son agglomération.

## Réseau actuel

### Présentation
Le réseau gère des principales lignes urbaines et des lignes secondaires. Le tableau présente les principales lignes depuis 2023.
| Numéro | Terminus                                               | Tracé |
| ------ | ------------------------------------------------------ | ----- |
| S1     | Praha Masarykovo nádraží – Kolín                       |       |
| S2     | Praha Masarykovo nádraží - Kolín                       |       |
| S22    | Praha Masarykovo nádraží - Milovice                    |       |
| S9     | Lysa nad Labem – Benešov u Prahy                       |       |
| S5     | Praha-Dejvice - Kladno – Kladno-Dubi (en construction) |       |
| S7     | Český Brod - Beroun                                    |       |
| S4     | Praha Masarykovo nádraží – Hněvice                     |       |
| S49    | Roztoky u Prahy – Praha-Hostivař                       |       |
| S3     | Praha Hlavní nádraží – Mladá Boleslav město ou Mělník  |       |
| S34    | Praha Masarykovo nádraží – Praha Čakovice              |       |
| S6     | Praha Smíchov – Beroun                                 |       |
| S8     | Praha Hlavní nádraží – Čerčany                         |       |
| S88    | Praha Hlavní nádraží – Čisovice                        |       |

## Projets de développement
La ligne S5 a pour but de desservir l'aéroport de Prague-Václav-Havel d'ici 2030.Train à grande vitesse Prague - Aéroport Ruzyně - Kladno (cs)